# Elezioni presidenziali in Jugoslavia del 2000
Le elezioni presidenziali in Jugoslavia del 2000 si tennero il 24 settembre; videro la vittoria di Vojislav Koštunica, sostenuto dall'Opposizione Democratica di Serbia.
La carica di Presidente era stata di nomina parlamentare fino al 2000, quando fu introdotta l'elezione popolare diretta. Si trattò della prima e ultima elezione del Capo dello Stato nella Repubblica Federale di Jugoslavia, cessata di esistere nel 2003.

## Risultati
| Candidati           | Partiti                           | Voti      | %     |
| ------------------- | --------------------------------- | --------- | ----- |
| Vojislav Koštunica  | Opposizione Democratica di Serbia | 2 470 304 | 51,69 |
| Slobodan Milošević  | Partito Socialista di Serbia      | 1 826 799 | 38,23 |
| Tomislav Nikolić    | Partito Radicale Serbo            | 289 013   | 6,05  |
| Vojislav Mihailović | Movimento del Rinnovamento Serbo  | 145 019   | 3,03  |
| Miodrag Vidojković  | Partito Affermativo               | 45 964    | 0,96  |
| Totale              | Totale                            | 4 778 929 | 100   |